# Norilskstroj
Norilskstroj (ros. Норильстрой) – podmiot gospodarczy zarządzany przez radziecką NKWD (poprzednik KGB) w celu budowy i eksploatacji na Półwyspie Tajmyr, około 1500 km od Krasnojarska, kompleksu górniczo-metalurgicznego.
Powstał decyzją Rady Komisarzy Ludowych ZSRR z dnia 23 czerwca 1935 „O budowie Kombinatu Norylskiego”; wybudowany siłami więźniów Norilskłaga, w pierwszym okresie przemieszczonych do Norylska z obozów na Wyspach Sołowieckich. Pozyskiwano w nim szereg metali kolorowych, m.in. nikiel, miedź, kobalt i platynę. W okresie II wojny światowej utrzymywał przedstawicielstwo w Waszyngtonie, z siedzibą przy Radzieckiej Komisji Zamówień Rządowych w Stanach Zjednoczonych. Norilskstroj został zlikwidowany przez reorganizację 22 sierpnia 1956. Następnie jego działalność była kontynuowana przez Norylski Kombinat Górniczo-Metalurgiczny im. A.P. Zawienjagina (Норильский горно-металлургический комбинат имени А. П. Завенягина), od 4 listopada 1989 państwowy koncern Norylski Nikel (Норильский никель), w 1993 sprywatyzowany, od 2016 pod nazwą Nornikel (Норникель).